# Martín de Abaria
Martín de Abaria (a vegades Avaria) fou un mestre picapedrer i mestre arquitecte basc originari de Beasain (Guipúscoa). Va pertànyer a una família, la dels Abaria, de mestres picapedrers. El seu fill Miguel de Abaria també va ser picapedrer (treballa entre 1645 i 1650 a l'església de San Miguel de Beasain). Es documenta, així mateix un Bernat de Abaria, picapedrer, en 1720-1737, treballant al País Basc.
Encara no està clara la relació dels Abaria instal·lats a Tortosa (el 1625 Martín de Abaria va traçar un projecte de façana per a la catedral de Tortosa), amb el Martín de Abaria que treballava a Aragó a l'església de Longares (1662-1664) el baldaquí de l'església col·legial de Daroca (1670) o el cor de l'església de San Miguel de los Navarreses de Saragossa i amb el qual en 1665 s'adjudica l'obra del pantà d'Ontinyent (Alacant).
Se cita un Martín de Abària, propietari del mas de Larrañaga, i definit com a important hisendat del Goierri de tradició de picapedrers i home de gran rellevància social a la Guipúscoa del moment, signa l'escriptura de reconstrucció del mas Larrañaga en data 6 de març de 1712 amb diversos picapedrers de la zona. Miguel i Esteban de Abaria, els seus continuadors, també van aconseguir gran fama.

## Obres a la Vall del Jiloca
El 1670- 1701 es va realitzar el baldaquí de la Col·legiata de Santa María a Daroca. Concretament de 1670 és el contracte entre els patrons del Llegat de l'arquebisbe, Martín Terrer i Martín de Abaria, picapedrer, i els assembladors Jayme de Ayet i Francisco Franco.